# یواس‌اس یورک‌تاون (سی‌وی-۵)
یواس‌اس یورک‌تاون (سی‌وی-۵) (به انگلیسی: USS Yorktown (CV-5)) یک هواپیمابر بود که طول آن ۷۷۰ فوت (۲۳۰ متر) بود. این هواپیمابر در سال ۱۹۳۶ ساخته شد.